# Maria de Barros
Maria de Barros is een Kaapverdische zangeres. Haar ouders komen van de archipel Kaapverdië. Ze is geboren in Senegal en heeft tot haar dertiende, voordat ze verhuisde naar Providence, Rhode Island, in Mauritanië gewoond. Eind jaren 1980 verhuisde ze naar Los Angeles.
De Barros zong vanaf haar twintigste mee op diverse plaatopnamen, van de Mendes Bothers, Norberto Tavares en Tropical Power. Ook was ze enige tijd lid van de Jamm Band.
In Los Angeles zong ze enige tijd in een Spaanstalige band. Toen ze eigen muziek ging opnemen, koos ze op aanraden van haar muziekproducent voor Kaapverdische muziek.
Kaapverdische genres als coladeira, morna (de nationale muziek van Kaapverdië) en funaná spelen een grote rol in het werk van De Barros. In haar werk zijn ook allerlei andere invloeden te horen, zoals salsa, reggae en diverse andere Latijns-Amerikaanse en Afrikaanse invloeden.
Het grote voorbeeld van De Barros is Cesária Évora.
In 2006 presenteerde De Barros het programma Soul of Africa op de Amerikaanse zender BET.
In 2011 won De Barros de Kaapverdische CVMA Music Award "Melhor Morna/Coladeira" met het lied "Reggadera". Deze compositie werd gebruikt in de televisieserie Entourage.
Songs van De Barros werden geselecteerd voor diverse verzamelalbums.

## Cd's
- 2003 Nha Mundo ("Mijn Wereld")
- 2005 Dança Ma Mi ("Dans Met Mij")
- 2009 Morabeza